# Robert Lechte
Robert Lecht (født 3. august 1978) er en svensk håndboldspiller, der spiller som målmand for Århus GF i Håndboldligaen.
Lechte har spillet syv landskampe for det svenske landshold.

## Eksterne links
- Spillerinfo